# Segudet
Segudet è un villaggio di Andorra, nella parrocchia di Ordino con 38 abitanti (dato 2010) .